# جورج رنکین
جورج رنکین (انگلیسی: George Rankin; ۱ مهٔ ۱۸۸۷ – ۲۸ دسامبر ۱۹۵۷) سرباز و سیاست‌مدار اهل استرالیا بود.